# 教育映画
教育映画（きょういくえいが）は、教育を第一義とした個別の映画作品、あるいはその総体としての映画のジャンルである。教育映画は教室において、ほかの教授法へのオルタナティブとして使用されてきたものである。

## 略歴・概要
映画が発明されたごく初期から、教育への使用は考えられてきた。
日本でも、1919年（大正8年）7月10日、牧野省三が日活から独立し、映画会社「ミカド商会」を設立したが、これは教育映画の製作を中心に行なう会社であった。1921年（大正10年）6月、同じく牧野が再度日活から独立して「牧野教育映画製作所」を設立した。
1931年（昭和6年）には、女優の佐々木清野が「キヨノ教育映画社」を設立。
1939年（昭和14年）に設立された「南旺商事会社」は、大日本児童映画協会を設立して教育映画を製作したが、収益が上がらず、南旺映画という一般映画を製作する会社となった。
1963年（昭和38年）には、岩波映画製作所が土本典昭監督『ある機関助士』を製作した。
1977年（昭和52年）には、チャールズ&レイ・イームズ夫妻が監督した教育映画『Powers of Ten』が製作された。
1970年代以降、道徳教育や太平洋戦争の体験を作中に織り込ませた実写の親子映画が制作されるようになり、1980年代以降は上映会形式によるアニメーション映画（親子映画#アニメーション作品）の制作が行われるようになった。
2003年（平成15年）には、『ママ帰ってこないの』が学映社によって製作された。

## アニメーション

### 教育用途の作品
交通安全・生活（社会活動）・歴史・人権擁護（いじめ・障がい者・同和などの偏見）・性教育などをテーマとした作品が製作されている。学習指導要領に沿った作品もあるが、上映は各学校での任意である。1990年代には学校における視聴覚教育の整備（ビデオデッキの配備）が進んだことにより、アニメーション映画としては殆ど作られなくなり（ビデオ教材に移行）、旧作の映画作品をテレシネさせてビデオパッケージ化している作品がわずかに見受けられる程度である。

## 教育映画の製作者一覧

### 海外
- AIMSメディア（AIMS Media）
- アヴィス・フィルム（Avis Films）
- バー・フィルムズ（Barr Films）
- ベル・システム （Bell System、アメリカ）
- セントロン・コーポレーション（Centron Corporation、アメリカ）
- コロネット・フィルムズ（Coronet Films、アメリカ）
- クローリー・フィルムズ（Crawley Films）
- ブリタニカ百科事典映画社（Encyclopaedia Britannica Films）
- ETRIフィルムズ（ETRI Films）
- 道路交通安全基金（Highway Safety Foundation）
- ルイス・カーク（Louis Kirk）
- マーティン・モイヤー（Martin Moyer）
- メディア教育基金（Media Education Foundation、アメリカ）
- ムーディ科学研究所（Moody Institute of Science）
- ジェームズ・マイヤー（James Myer、アメリカ）
- カナダ国立映画製作庁（National Film Board of Canada、カナダ）
- NSAフィルムズ（NSA Films）
- フェニックス・フィルムズ（Phoenix Films）
- ラリーグズ（Rarig's）
- シュレジンジャー・メディア（Schlessinger Media、アメリカ）
- シド・デイヴィス（Sid Davis、アメリカ）
- ウォルト・ディズニー・カンパニー（The Walt Disney Company、アメリカ）
- サンデープ・マーワー（Sandeep Marwah、インド）

### 日本
- 井之上企画
- 岩波映画製作所
- 学映社
- 学習研究社
- 共同映画
- 共和教育映画社
- 時報映画社
- ティアンドケイテレフィルム
- 東映教育映画部
- 東京シネマ
- 桜映画社
- 三共教育映画社
- 社会教育映画研究所
- 新生映画
- 中部日本教映
- 日本映画社教育映画部
- 東文
- 東宝教育映画
- 不二映画株式会社
- 牧野教育映画製作所
- ミカド商会
- 守屋教育映画
- 理研科学映画

## 文化的意味
学校において上映されている教育映画の多くは、長いシリーズの一部である。例えば、科学的な原理や実験をデモンストレーションする映画作品は、エピソード的な傾向を持ち、ひとつひとつのエピドードが、特定の実験あるいは原理に特化したものである。
イギリスでは、1980年代後半から1990年代初頭にかけて、多くの学童たちが、小学校生活の授業を通じて、イギリス国内製作の何百という教育映画（すべてスタイルや製作において非常に似通ったものばかり）を観賞した。その結果、これらの映画の語り口と独特な色彩感覚（「科学的」とはニュートラル・ブルーの背景色をもつ、など）が、特定の世代のどの子どもであるのか即座に認識できるほどにした。このことが、教育映画をパロディにしたコメディ番組『きみのまわりをみてみよう Look Around You』シリーズのもつ偉大な効果として使用されている。

## 関連事項
- 安全教育
  - 安全教育アニメ
- 視聴覚教育
- 社会指導映画（en:Social guidance film）
- 親子映画
- ドキュメンタリー映画